# 奥利1,2,3站
奥利1,2,3站（法語：Orly 1,2,3），是法国的一个铁路车站，属于奥利机场内线。开通于1991年10月2日，位于埃松省帕赖维埃耶波斯特，靠近巴黎-奥利机场的第1航站楼北端。